# Arichanna picaria
Arichanna picaria is een nachtvlindersoort uit de familie van de spanners (Geometridae). De soort is endemisch in Taiwan.
Arichanna picaria werd in 1910 voor het eerst wetenschappelijk beschreven door Alfred Ernest Wileman.